# Catodo

Schema di un catodo di rame in una cella galvanica (ad esempio una batteria elettrica). I cationi caricati positivamente fluiscono verso il catodo, consentendo a una corrente positiva i di fuoriuscire dal catodo (gli elettroni fluiscono nella direzione opposta).

Un càtodo (dal greco κάθοδος, discesa) nei sistemi elettrochimici, è l'elettrodo sul quale avviene una semireazione di riduzione}.
- Nel caso di una pila o di una cella galvanica, la riduzione avviene spontaneamente e consuma elettroni, quindi il catodo è il polo negativo (polarità positiva)[5].
- Nel caso di una cella elettrolitica, la riduzione viene forzata somministrando elettroni, quindi il catodo è il polo positivo (polarità negativa)[5].

Nei dispositivi elettronici il catodo è il polo positivo (polarità negativa).
Tale termine fu coniato nel 1834 dal fisico Michael Faraday.